# Karburazepam
Karburazepam – organiczny związek chemiczny z grupy benzodiazepin o silnych właściwościach przeciwlękowych i słabych zwiotczających mięśnie.
W badaniach na szczurach dowiedziono, że karburazepam zaburza ich odruch unikania zagrożenia, zachowania orientacyjno-badawcze, aktywność motoryczną oraz koordynację ruchową.